# Смоленский бульвар
Смоле́нский бульва́р — часть московского Садового кольца. Расположен в районах Хамовники и Арбат между Зубовской и Смоленской-Сенной площадями. Несмотря на название бульваром в настоящее время не является.

## Происхождение названия
Бульвар возник в XIX веке как Смоленский бульварный проезд. Назван по прилегающим Смоленской площади и Смоленской улице.

## Описание
Смоленский бульвар начинается от Зубовского бульвара. К нему примыкают: Ружейный, Глазовский , 1-й Неопалимовский, Большой Лёвшинский переулки, также Улица Бурденко, она заканчивается у Смоленской-Сенной площади. На Смоленском бульваре находится посольство Перу.

## Общественный транспорт
| 05 | Парк культуры (Кольцевая линия)        |
| 01 | Парк культуры (Сокольническая линия)   |
| 03 | Смоленская (Арбатско-Покровская линия) |
| 04 | Смоленская (Филёвская линия)           |

По бульвару проходят автобусы Б, с12, т10, т79.

## Примечательные здания и сооружения

### по нечётной стороне
- № 3—5 — Жилой дом Центрального совета Осовиахима (1938—1940, архитекторы В. Г. Альтшулер-Буренин, Н. П. Барсуков, Н. Баратов, Я. Гузман)[2][3]
- № 7 — жилой дом. Здесь в 1944—1955 годах жил конструктор авиационных двигателей С. К. Туманский[4].
- № 11/2 — Центральный аппарат Политической партии Патриоты России.
- № 15 — Доходный дом (1913, архитектор Ф. Н. Кольбе). Здесь жили дирижёр Б. Э. Хайкин[5], архитектор Г. К. Олтаржевский[6], Герой Советского Союза генерал-лейтенант инженерных войск Д. М. Карбышев (установлена мемориальная доска).
- № 17 — Жилой дом. Здесь в 1934—1980 годах жил актёр и режиссёр Эраст Гарин. В 1986 году на фасаде дома установлена мемориальная доска (скульптор К. Александров, архитектор Т. Царёва)[7]. В рамках гражданской инициативы «Последний адрес» на доме установлены мемориальные знаки с именами инженера-нефтяника Михаила Васильевича Баринова и служащего Еремия Михайловича Ваниева[8], расстрелянных в годы сталинских репрессий. В базе данных правозащитного общества «Мемориал» есть имена 23-х жильцов этого дома, расстрелянных в годы террора[9].  Число погибших в лагерях ГУЛАГа не установлено.
- № 19, строение 1. С 1920-х годов — главное ветеринарное управление РККА (составляло единый комплекс с манежем в Земледельческом переулке). Сейчас здесь находятся: Акционерное общество «31 Государственный проектный институт специального строительства» (АО «31 ГПИСС») и публично-правовая компания "Военно-строительная компания."
- № 19, строение 2. Усадьба графов Каменских (Земледельческая школа, Зоотехнический институт (МВЗИ). Усадьба Каменских известна с 1737 года, в конце XVIII — начале XIX веков принадлежала фельдмаршалу графу Михаилу Федотовичу Каменскому, победителю турок при Козлуджи, участнику взятия Хотина, Бендер и Аккермана. В 1809 году фельдмаршал был убит крепостным за жестокость. Ему наследовал сын, генерал граф Николай Каменский, участник Швейцарского похода Суворова, Наполеоновских войн, победитель турок в войне 1810 года. Легенды о злонравии рода Каменских отразились в рассказе Лескова «Тупейный художник»[10]. В 1833 году усадьба приобретена генерал-губернатором города светлейшим князем Дмитрием Голицыным и подарена Московскому обществу сельского хозяйства для размещения Земледельческой школы. В огромном парке, достигавшем Земледельческого переулка, проводились полевые занятия и выставки. Центральный двух-трехэтажный объём, относящийся к кон. XVIII—XIX вв. — главный дом усадьбы графов Каменских (Земледельческая школа), ценный градоформирующий объект, перестроен в 1850-е годы преподавателем Школы архитектором М. О. Лопыревским. В 1920 году училище преобразовали в Зоотехнический институт. В 1926 году архитектор С. М. Гончаров (потомок известной дворянской семьи Гончаровых) перестроил здание, значительно его расширив. Главный трехэтажный дом со следами первоначального белокаменного декора пустует[10]. В 2010 году Управление делами президента объявляло по этому адресу конкурс на проект реконструкции для уполномоченного по правам человека в Российской Федерации. Согласно тексту технического задания, «здание полностью утратило внешний и внутренний декор и находится в аварийном состоянии»[11]. В 2011 году Департамент культурного наследия отказал дому Каменского в статусе памятника культуры на основании отрицательной экспертизы А. Л. Баталова (текст неизвестен). В июне 2015 года проведена государственная экспертиза проектной документации и результатов инженерных изысканий, Однако в 2015 году реставраторы раскрыли кладку стен XVIII века и белокаменный декор в стиле барокко на трех фасадах здания и начата реконструкция комплекса[10]. Реконструкция комплекса активизировалась весной 2017 года (срок окончания работ — 2 кв. 2019 г.), работы идут вне реставрационного режима, по состоянию на 19 апреля почти все раскрытия грубо замазаны[12]. 25 апреля 2017 года по результатам выезда на объект сотрудника Мосгорнаследия ведомством выдано предписание о приостановке проводимых работ[13], принято к рассмотрению заявление об обнаружении объекта, обладающего признаками объекта культурного наследия, подрядчику даны рекомендации о необходимости сохранения и консервации найденных под штукатурным слоем фрагментов белокаменного декора, который предположительно датируется XVIII веком[14] . В мае 2018 года два фасада исторического здания получили статус выявленных объектов культурного наследия: фасад дома, в котором в XVIII веке располагалась городская усадьба Каменских, а в XIX веке — земледельческое училище; второй фасад относится к утраченной церкви во имя святых Кирилла и Мефодия, позднее пристроенной к зданию училища.[15]. В настоящее время здесь построено новое здание, где разместился «ДОМ ПРАВ ЧЕЛОВЕКА».
- № 57 — в 1923 году здесь размещался МВЗИ[16]

### по чётной стороне
- № 2/40 — Доходный дом А. А. Кунина (1903—1904, архитектор Ф. Н. Кольбе[2][17])
- № 4 — Городской училищный дом имени В. А. Бахрушина (1905, архитектор Н. Н. Благовещенский[2]) — перестроен с сохранением деталей фасада
- № 6—8 — Экспериментальный дом из вибропрокатных панелей на опорах серии II-57/17 (1967, архитекторы Т. Заикин, В. Беллавин, В. Меламед, инженеры А. Биргер, А. Красильников, Л. Чубаров). В доме жили  диктор Анна Шилова[18], артист Олег Даль[19], физик Д. И. Блохинцев[20], поэт-песенник Игорь Шаферан[21], генерал В. М. Усков[22], хирург В. И. Стручков[23], шахматист Ефим Геллер[24]. На месте дома ранее стоял особняк В. А. Бахрушина, снесенный в 1960-е годы, при строительстве этого 17-этажного дома, и особняк Лосевых, в котором в 1920-е годы работал Музей игрушки.
- № 10 — Доходный дом (1892, архитектор П. Н. Лавин), надстроен;
- № 22 — Жилой дом (1940, архитектор В. Д. Кокорин)[2] Проект этого дома разработан руководителем 10-й архитектурной мастерской Моссовета профессором Кокориным и архитектором Джандиери[25].
- № 24 — Доходный дом (1890, архитектор В. А. Шимановский). В доме жил пианист и композитор А. Б. Гольденвейзер[26].
- № 24 с. 3 — ЖК «Дом на Смоленском бульваре» (2012, авторы А. Скокан, К. Гладкий, С. Каверина, К. Капустина, И. Розина, Е. Чижик, К. Бердникова (Архитектурное бюро «Остоженка»)). Жилой дом класса DeLuxe имеет двухчастную структуру, состоит из шести- и семиэтажного объёмов, соединённых между собой первым и седьмым этажами. В доме две жилые секции с общественным первым этажом и двухуровневым подземным паркингом. На этаже находятся по две квартиры в каждой секции[27]. В рамках гражданской инициативы «Последний адрес» на доме установлен мемориальный знак с именем военного инженера Петра Николаевича Левтонова[28], расстрелянного в годы сталинских репрессий. В базе данных правозащитного общества «Мемориал» есть имена 2-х жильцов этого дома, расстрелянных в годы террора[9].  Число погибших в лагерях ГУЛАГа не установлено.

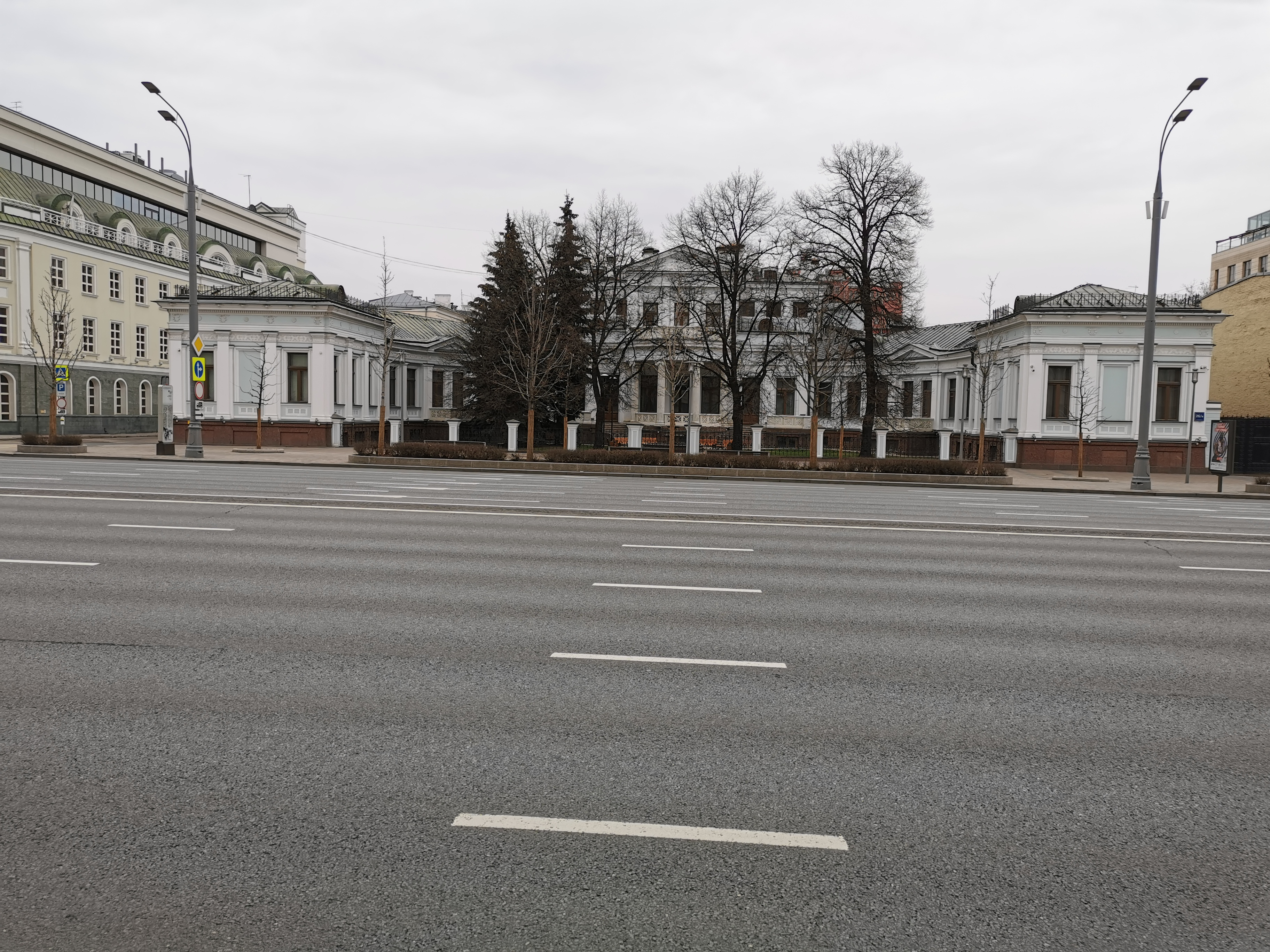
Особняк Маргариты Морозовой

- № 26/9 — Особняк К. С. Попова (М. К. Морозовой) (1869; 1876 — полная перестройка и расширение по проекту архитектора А. И. Резанова; 1893—1894 — перестройка архитектором В. А. Мазыриным)[2]
- № 30 — Городская усадьба А. И. Несвицкой (Исправительный приют для малолетних преступников имени Н. В. Рукавишникова) (середина XVIII в.; кон. XVIII в.; 1879 — церковь, архитектор А. Л. Обер)[2]